# Tharra hades
Tharra hades är en insektsart som beskrevs av Rauno E. Linnavuori 1960. Tharra hades ingår i släktet Tharra och familjen dvärgstritar. Inga underarter finns listade i Catalogue of Life.